# Leach Pottery

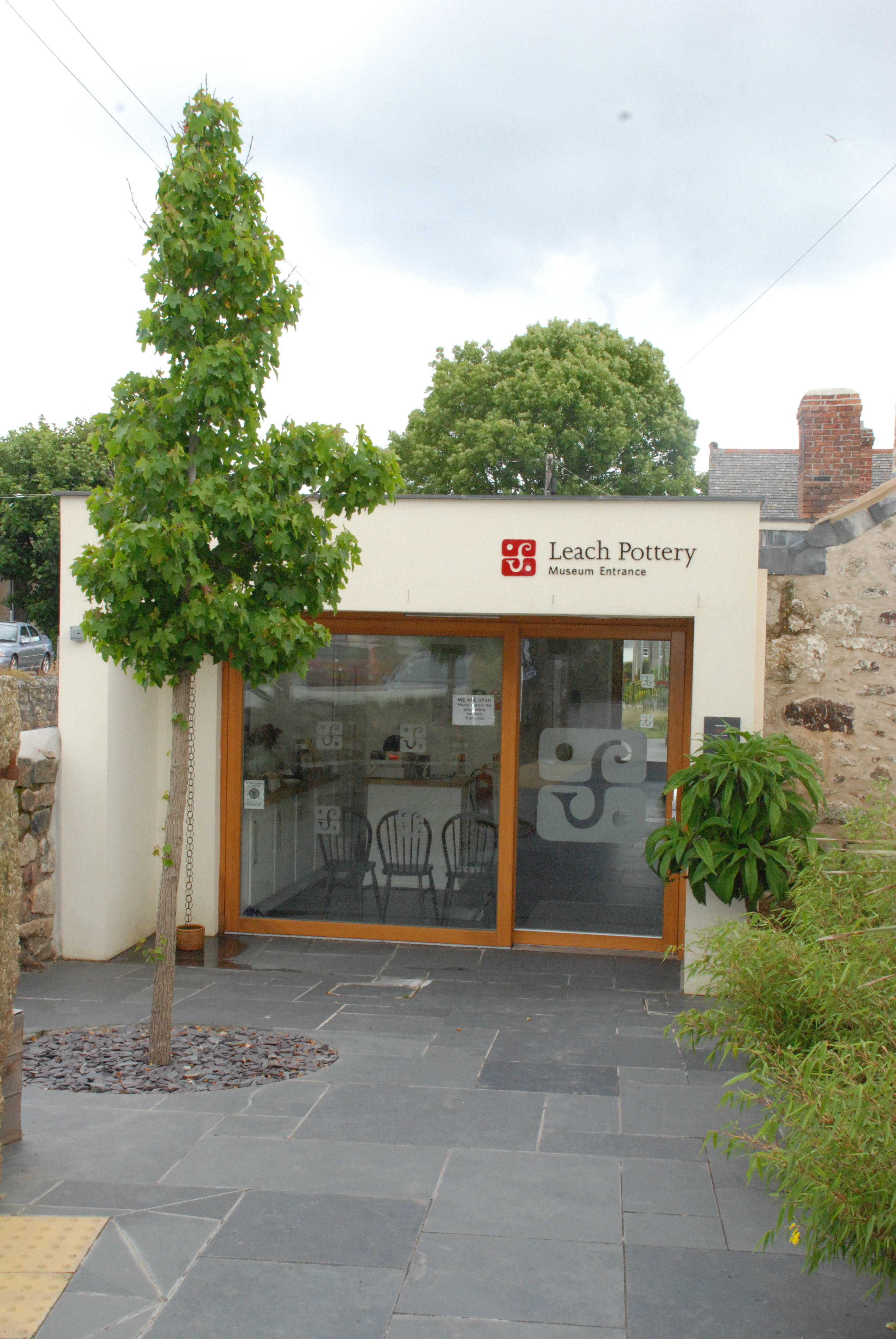
The Leach Pottery, entrada al museo

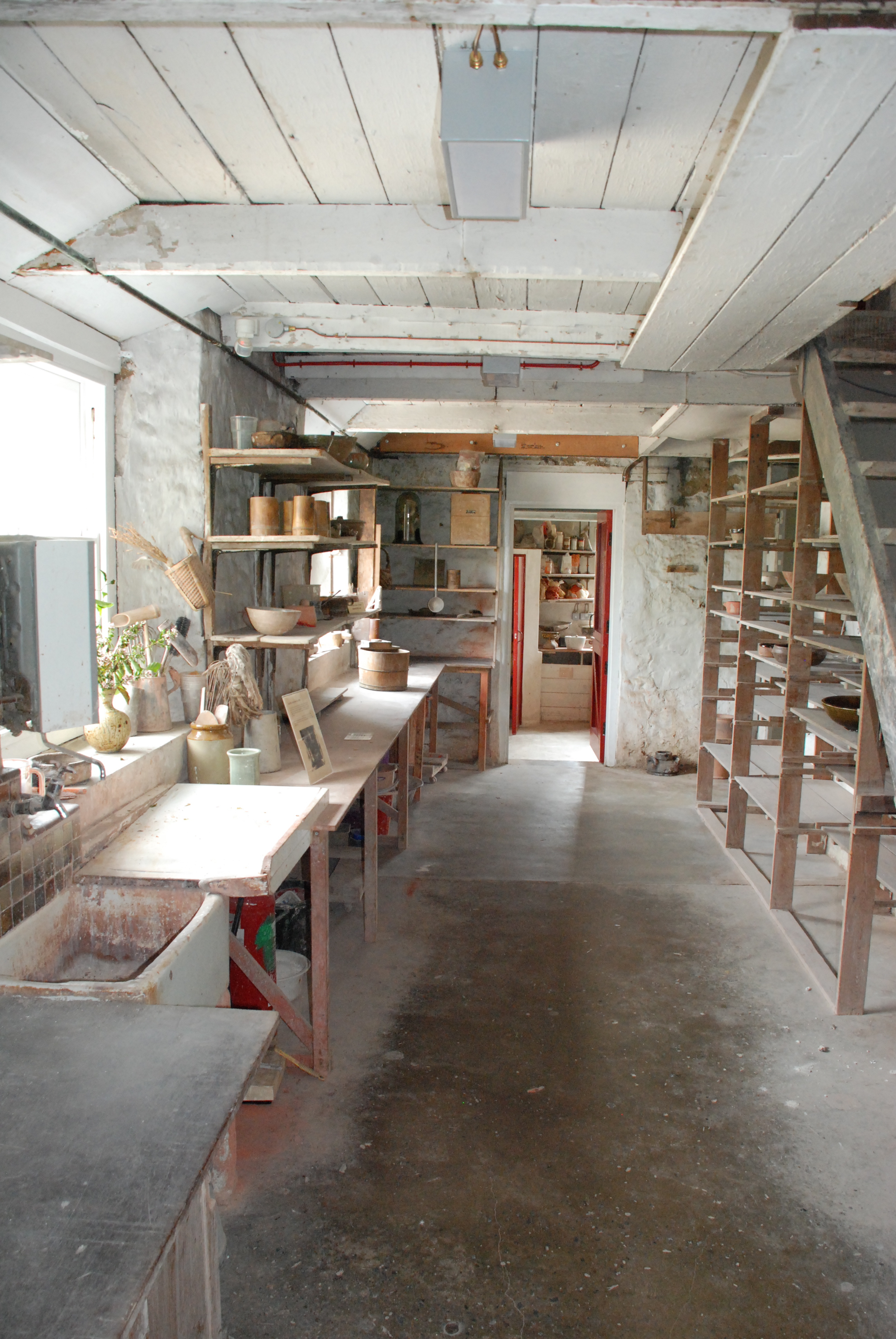
Interior de Leach Pottery

Leach Pottery fue fundada en 1920 por Bernard Leach y Shoji Hamada en St Ives, Cornualles, en el Reino Unido.
Los edificios pasaron de ser un antiguo cobertizo para vacas y mineral de estaño en el siglo XIX a una alfarería en la década de 1920, con la adición de una casa de campo de dos plantas añadida al extremo inferior de la alfarería, seguida de una casa de campo completamente independiente en la parte superior del emplazamiento añadida por Leach en 1927.
En 1922 , Tsuronosuke Matsubayashi vino de Japón para reconstruir un horno Anagama que no tuvo éxito para la cocción de cerámica. Matsubayashi construyó un Noborigama japonés tradicional de tres cámaras, el primer horno de escalada japonés en el mundo occidental, y se usó hasta la década de 1970.
El hijo de Bernard, David Leach, que se formó en el North Staffordshire Technical College, se convirtió en administrador en 1937 abandonando la producción de loza, desarrollando un nuevo tipo de gres y contratando aprendices locales. Michael Cardew fue uno de los primeros estudiantes y William Marshall un aprendiz. Katherine Pleydell-Bouverie se convirtió en aprendiz en 1924 Warren MacKenzie de Estados Unidos, Charmian Johnson de Canadá y Len Castle de Nueva Zelanda también trabajaron aquí.
La cerámica Standard Ware se lanzó por primera vez en 1946 y se puede encontrar en la colección del Museo de Victoria y Alberto. Se distribuyeron catálogos de venta por correo y la gama se fabricó hasta 1979. Se utilizaron tres esmaltes básicos para la vajilla: Celadon, Tenmoku y avena con pintura superior en marrón y azul.
Después de la muerte de Leach, en 1979, su esposa Janet Leach detuvo la producción de cerámica estándar para concentrarse en sus propias vasijas hasta su muerte en 1997, después de lo cual Alan Gillam compró la fábrica. La propiedad fue adquirida por el Consejo del Distrito de Penwith como parte del Proyecto de Restauración de Leach.
El sitio fue renovado y restaurado entre 2005 y 2008 antes de ser reabierto al público en marzo de 2008 como un taller de cerámica, museo y galería en funcionamiento. La restauración costó 1,7 millones de libras esterlinas y conservó los edificios originales al tiempo que agregaba una sala de exposiciones y una tienda. Ahora está administrado por Bernard Leach (St Ives) Trust Limited, una organización benéfica registrada en el Reino Unido fundada en 2005.
Hay dos áreas de exposición, la Galería de Acceso con obras de Bernard Leach, Janet Leach, David Leach, Shoji Hamada, William Marshall, Michael Cardew y Kenneth Quick y la Galería Cube con una exposición cambiante.
En 2015, el director de Leach Pottery era Libby Buckley y el ceramista principal Roelof Uys.